# FSR 1758
FSR 1758 est un amas globulaire de la Voie lactée, dont il pourrait en être l'un des plus grands et des plus lumineux. Il est distant d'environ 11,5 kpc (∼37 500 al) du Soleil et d'environ 3,7 kpc (∼12 100 al) du centre de notre galaxie. Comme FSR 1758 est situé derrière le bulbe galactique, il est largement obscurci par les étoiles et la poussière galactique en avant-plan, ce qui explique sa découverte tardive. Il a été remarqué pour la première fois en 2018 en tant qu'amas globulaire grâce aux données obtenues par Gaia et d'autres programmes d'observation, quoiqu'il avait déjà été répertorié dans certains catalogues en tant qu'amas ouvert dès 2007.
La taille et la luminosité de FSR 1758 pourraient être comparables voire dépasser celles de l'amas Omega Centauri, que l'on pense être le noyau d'une ancienne galaxie naine qui aurait fusionné avec la Voie lactée dans le passé. Par comparaison, FSR 1758 pourrait être lui aussi être le noyau d'une galaxie naine, qui serait désignée en tant que galaxie naine du Scorpion. Il serait également semblable à l'amas globulaire M54, qu'on pense être le noyau de la galaxie naine du Sagittaire.
FSR 1758 contient des variables de type RR Lyrae à longue période et des étoiles blues de la branche horizontale, ce qui suggère qu'il s'agit d'un amas globulaire typiquement pauvre en métaux. Sa métallicité est estimée à [Fe/H] = -1,5 ± 0,3 dex.